# Jean-Pierre Boudine
Pour les articles homonymes, voir Boudine.
Jean-Pierre Boudine, né en 1945 à Marseille, est un éditeur, journaliste scientifique et professeur de mathématiques français.

## Biographie

### Origines familiales
Boudine est le nom d'une famille de juifs russes non religieux venus de Lituanie et de Lettonie au début du XXe siècle, fuyant des pogroms. La famille maternelle de Jean-Pierre Boudine est marseillaise, avec des ancêtres corses et provençaux.

### Formation
Il obtient à Orsay, une maîtrise de mathématiques pures, puis des attestations d'études approfondies (AEA) de mathématiques. Il fait son DEA avec Valentin Poénaru sur la K-théorie. Il enseigne comme assistant délégué à la faculté des sciences de Reims, et comme assistant dans l'IUT de Villetaneuse. Puis il se consacre durant quinze ans à la construction du « parti révolutionnaire de la quatrième Internationale » dans l'OCI (Organisation communiste internationaliste).

## Activités de vulgarisation mathématique

### Premières publications
Il reprend les mathématiques en 1981, enseigne en lycée, notamment au lycée Jean-Jaurès à Argenteuil et crée, avec l'aide de deux collègues le magazine Paradrome, en 1983, pour élèves et enseignants curieux de mathématiques, y  développant une conception culturelle des mathématiques, associant les exercices proprement dits à des éléments d'histoire, de philosophie, et d'actualité mathématique.
Paradrome lui permet de nouer des liens avec les héritiers des mathématiciens Choquet et Walusinski, qui créèrent dans les années 1950 Le Facteur X, et avec ceux qui animèrent ensuite Le Petit Archimède.

### Tangente
Avec eux, et d'autres enseignants proches de l'Association des professeurs de mathématiques de l'enseignement public, ou du monde des jeux mathématiques, il met sur pied en 1987 Tangente, qui se définit comme le magazine de l'aventure mathématique, dont il sera fondateur et rédacteur en chef les trois premières années. Ce magazine est plutôt tourné vers les élèves de Lycée.
Tangente par son succès, qui se poursuit, donnera à la popularisation des mathématiques une dimension nouvelle.
Jean-Pierre Boudine s'associe, en même temps que d'autres animateurs de l'association MATh.en.JEANS, Pierre Audin, Pierre Duchet, à la Fête de la Science créée par Hubert Curien.
Il assure pendant huit ans la page mathématique de Sciences et Vie Junior, signée Professeur Cosinus. Ces chroniques seront rassemblées dans le livre La Géométrie de la chambre à air.

### Quadratureet le Kangourou des mathématiques
En 1989, Jean-Pierre Boudine crée le magazine Quadrature, qui poursuit le même but que Tangente pour des étudiants plus avancés. Il le dirige pendant quinze ans.
Voici quelques auteurs publiés dans Quadrature durant cette période : Didier Nordon, Olivier Courcelle, Christian Mauduit, Gilles Pagès, Jeanne Peiffer, Amy Dahan, Catherine Goldstein, Jean-Marc Lévy-Leblond, Georges Lochak, Yann Ollivier, Yves Hellegouarch, Michel Demazure, Vincent Lafforgue, Henri Cartan (abonné du magazine) et la lettre de refus du prix Crafoord par Alexandre Grothendieck.
Il crée avec André Deledicq, en 1991, l'association du Kangourou des mathématiques qu'il préside. L'idée vient du grand concours de mathématiques australien, imaginé par Peter O'Halloran, et est basé sur une formule originale, inutilisée en France à cette époque, du moins pour les mathématiques : le questionnaire à choix multiples (QCM). Jean-Pierre Boudine animera avec André Deledicq ce concours qui remportera  un grand succès, et sera récompensé en 1994 par le prix d'Alembert de la Société mathématique de France.

### Les Éditions du Choix
Maison d'édition de livres et de logiciels autour des mathématiques, basée à Argenteuil puis Marseille.
Principaux ouvrages publiés par les Éditions du Choix, certains en coédition avec la Librairie Blanchard ou les éditions Archimède.
| Titre                                                                                       | Auteur                                                   | Année |
| Mathématisations : Augustin-Louis Cauchy et l'École française (ISBN 2-909028-10-0)          | Amy Dahan Dalmedico                                      | 1992  |
| Nombres et formes, d'hier à demain (ISBN 2-909028-20-8)                                     | Anne-Marie Marchetti                                     | 1995  |
| Préparation au concours de professeur des écoles (2 tomes, 2 éditions) (ISBN 2-909028-22-4) | Anne-Marie Marchetti                                     | 1995  |
| L'Afrique compte ! (ISBN 2-909028-23-2) (édition française de Africa Counts! (1973))        | Claudia Zaslavsky                                        | 1995  |
| Peu plausible, mais vrai                                                                    | Didier Nordon                                            |       |
| Derive, Maple et Mathematica Mathématiques, Informatique et Enseignement - Livre 1          | Jacqueline Zizi                                          |       |
| Exercices corrigés de mathématiques (2 tomes)                                               | Daniel Goffinet                                          |       |
| Les Mathématiques par la résolution de problèmes                                            | Alexandre Soifer                                         |       |
| Carrés latins et eulériens                                                                  | Jacques Bouteloup                                        |       |
| Exercices corrigés d'olympiades internationales 1988 à 1997                                 | Jean-Pierre Boudine, François Lo Jacomo, Roger Cuculière |       |
| Concours général 1988-1994                                                                  | Robert Ferréol                                           |       |
| Olympiades et concours général de mathématiques                                             | Francis Casiro, Robert Ferréol                           |       |
| Fractions continues et différences finies                                                   | Jean Trignan                                             |       |

### Création, animation de clubs mathématiques
Il participe, dans le cadre de l'association Animath, à la fondation de clubs de mathématiques à l'étranger. Dernièrement à Douala (Cameroun), Kinshasa (R.D.C.), Chisinau (Moldavie). De ces activités il tire en 2019 les livres L'Appel des maths - 1 : Nombres, et en 2020 L'Appel des maths - 2 : Géométrie édités par les éditions Cassini (Paris).
Il est le coauteur d'un livre de solutions de problèmes d'olympiades internationales de mathématiques.

### Autres ouvrages sur des thèmes mathématiques et scientifiques
il a publié Homo mathematicus, une réflexion sur le sens de l'activité mathématique dans l'histoire humaine.
Il a aussi écrit Le Paradoxe de Fermi, un conte philosophique, et Sur la route des terres rares, un roman mêlant géopolitique et science (légèrement) fiction.

## Évaluation automatisée
De 1996 à 2002, il coordonne le programme européen Leonardo da Vinci, consacré à l'évaluation automatisée (acronyme AEVEM) puis travaille à répandre, dans les différents départements de l'université de la Méditerranée Aix-Marseille II la pratique de l'évaluation automatisée. Par la suite, il continue ce travail en participant à l'élaboration de tests de mathématiques avec le serveur pédagogique Wims, en collaboration avec des enseignants du rectorat et de l'université de Nice.

## Autres publications et prises de position

### Analyse du système éducatif
En 2010 il publie, en collaboration avec Antoine Bodin, une critique de fond du système éducatif français : Le Krach éducatif (32 propositions pour tenter de l'éviter) (L'Harmattan).

### Réflexions politiques
Éloigné de la politique, mais pas indifférent, il participe avec enthousiasme à la campagne présidentielle de Jean-Luc Mélenchon en 2012, puis en 2016 et 2017, mais prend publiquement ses distances avec une gestion qu'il juge absurdement anti-démocratique du mouvement La France insoumise et avec l'image du chef omnipotent.
Il écrit à la fin de l'année 2019 ...Ni Tribun sous titré L'avenir de nos idées, qui est édité et publié par les éditions À plus d'un titre en avril 2020 avec une préface de Jean Chérasse, puis, en 2023, Critique de la raison gazeuse chez le même éditeur.

## Œuvres
- La Géométrie de la chambre à air, Vuibert, 1998réédité par les éditions Magnard la même année
- Olympiades internationales de mathématiques, Éditions du Choix, 1998
- Homo mathematicus, Vuibert, 2000
- avec une post-face de Jean-Marc Lévy-Leblond, Le Paradoxe de Fermi, Aléas, 2002réédité dans une version révisée et actualisée par l'auteur aux éditions Denoël, collection Lunes d'encre, en 2015[7] ; actuellement en livre de poche Gallimard.
- avec Antoine Bodin, Le Krach éducatif : trente-deux propositions pour tenter de l'éviter, L'Harmattan, 2010, 256 p. (ISBN 978-2-296-26633-9)
- Sur la route des terres rares, L'Harmattan, coll. « Science et Littérature, deux infinis », 2013, 274 p. (ISBN 978-2-296-51344-0)
- L'Appel des maths : Nombres, vol. 1, Cassini, coll. « S », 2019, 256 p. (ISBN 978-2-84225-238-0).
- L'Appel des maths : Géométrie, vol. 2, Cassini, coll. « S », 2020, 288 p. (ISBN 978-2-84225-268-7).
- ... Ni tribun : l'avenir de nos idées, À plus d'un titre, 28 août 2020, 120 p. (ISBN 978-2-917486-65-8)
- Critique de la raison gazeuse, À plus d'un titre, 3 février 2023, 110 p. (ISBN 978-2-917486-86-3)
- Inversion, l'harmonie des cercles, EDP Sciences, 18 janvier 2024, 258 p. (ISBN 9782759833382 et 9782759833399)

### Articles, contributions
- « Qu'est-ce qu'une civilisation pour un mathématicien ? »  in Atlas des civilisations Le Monde, La Vie, édition 2015
- « Si loin, si proches, mathématiques et musique », revue Alliage no 76, hiver 2015.
- « À propos de un (1) », Ambassadeurs français des mathématiques, Tangente hors série no 48.